# Le Songe d'Enfer
 (décembre 2019).
- Si vous ne connaissez pas le sujet, laissez ce bandeau (vous pouvez alors contacter les auteurs).
- Si vous supprimez le contenu mis en cause (vous pouvez préalablement contacter les auteurs),

argumentez précisément cette suppression dans la page de discussion
(un manque de référence n'est pas un argument ; une recherche réelle de référence doit avoir été effectuée, être formellement documentée).
 (décembre 2019).
Le Songe d'Enfer est une œuvre de Raoul de Houdenc écrite au début du XIIIe siècle, soit autour de 1215. Ce texte, composé de 682 vers, se retrouve aussi sous le titre de la Voie d'Enfer dans les différents manuscrits qui le conservent. Le Songe d'Enfer est un poème religieux des plus appréciés dans lequel on retrouve une partie plus moralisatrice de l'auteur. Principalement, ce texte est le récit du rêve de Raoul de Houdenc qui fait un pèlerinage dans l'au-delà pour se diriger, non vers le paradis ou tout autre lieu saint, mais vers la cité des Enfers. Tout au long de son voyage, le personnage visite plusieurs endroits et y loge. De plus, il fait plusieurs rencontres dans ces endroits qui sont des étapes constituant son cheminement pour se retrouver devant un banquet en enfer. Par ce texte, l'auteur s'attaque principalement aux différents vices de son temps et à certaines personnes envers lesquelles ce dernier avait divers ressentiments. Dans cette provocation, Raoul de Houdenc présente sa vision de l'enfer sous une poésie allégorique qui prend son sens.

## Mise en contexte

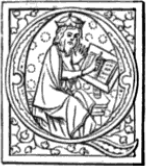
Raoul de Houdenc

Raoul de Houdenc est un écrivain, un poète et un trouvère français, soit un compositeur de langue oïl du Moyen-Âge. Ce dernier est né dans les environs de 1165-1170 et est décédé vers 1230. Malgré le fait que nous savons que cet homme s'est consacré à la poésie, nous n'en connaissons pas plus sur sa vie. Certains[Qui ?] ont même suggéré qu'il avait été moine, jongleur ou à la charge d'un petit domaine. Bref[style à revoir], Raoul de Houdenc est un ancien écrivain ayant contribué à la poésie dite allégorique, soit une forme de représentation indirecte qui met en œuvre des éléments concrets correspondant alors à un contenu abstrait difficilement représentable. Ce type de poésie permet donc à l'auteur de présenter ses pensées recherchées et moralistes, écrites dans des rimes et des versifications pleines de richesses. La plupart des auteurs de son siècle écrivent dans un genre dit romain courtois, soit l'écriture d'un long récit en vers octosyllabiques ou en prose mettant en scène des chevaliers sauvant leurs dames et la notion d'amour. On peut donc en comprendre que cet auteur semble sortir du lot des écrivains de son époque de par le contenu qu'il présente dans son songe. Son voyage s'ancre davantage dans les préoccupations de cette période, impliquant des revendications concernant droit des plaisirs humains dans le statut de clergé. En d'autres mots, Raoul de Houdenc revendique clairement le péché de la gourmandise, l'un des plus importants péchés capitaux, et ne semble pas vouloir l'expier.

## Résumé
Le cheminement de Raoul de Houdenc durant son songe n'est pas très clair. Toutefois, on peut essayer de le résumer comme suit. Tout d'abord, il est important de savoir que ce songe se situe dans la période de carême dans les croyances chrétiennes, un temps réservé au jeûne et à l'abstinence du mercredi au samedi, la veille de Pâques. L'extrait traduit suivant précise cette période dans laquelle le pèlerin rencontre le roi des enfers : « Je me préparai et me mis en route, tout droit vers la cité d'Enfer. Je marchai tant pendant le Carême et l'hiver que j'y vins tout droit. ». Le voyage commence chez Envie, un mercredi soit le jour du commerce et de l'argent. Durant ce jour, l'auteur rencontre Tricherie, Rapine et Avarice. Le lendemain qui se retrouve à être le jour jovial, le pèlerin se rend à Foi mentie où habite Tolir. Raoul de Houdenc passe ensuite la nuit à Vile Taverne avec Mestrait, Mesconte et Hasart. Le vendredi, le jour de Vénus et des plaisirs vénériens, le pèlerin arrive à Chastiau Bordel et se retrouve en compagnie de Fornication. Puis rapidement, l'auteur passe par différentes autres étapes dont le récit s'avère peu élaboré. Toujours durant le vendredi, Raoul de Houdenc arrive chez le roi des enfers. Lors de son arrivée en enfer, un grand festin est présenté dans lequel on déguste de la chair humaine alors que c'est pourtant le jour maigre et de jeûne.
Alors, malgré cette période restrictive de la religion chrétienne, le songe se révèle comme un voyage dans un univers pourtant interdit, dans lequel la transgression et le plaisir vont de pair.

### Un cheminement vicieux
Durant son parcours, Raoul de Houdenc rencontre sur sa propre voie des enfers dix-neuf vices. Son voyage se fait en différentes étapes et un vice demeure à chacune d'elles. On compte sept étapes, ce qui peut alors rappeler les sept péchés capitaux. De plus, à la fin de la septième étape, le pèlerin doit franchir un fleuve s'avérant dangereux, le fleuve de Gloutonie avant d'arriver chez le roi des enfers. On peut alors comprendre que les « stations de sa voie d'enfer forment ainsi un ensemble hétéroclite dont on peine à comprendre l'organisation ». En d'autres mots, chaque étape possède ses éléments organisés d'une certaine manière, se retrouvant alors à être différente des autres stations. Les sept étapes sont les suivantes : Convoitise, Foi Mentie, Vile Taverne, Chastiau Bordel, Murtreville, Desesperance, Mort subite. Chacune de ces stations représente un vice particulier en soi, c'est-à-dire un mauvais penchant que l'on réprouve moralement. Puis, ces étapes abritent un hôte avec lequel il est possible de dialoguer qui s'avère aussi à être un vice. Toutefois, dans certaines des sept étapes, des vices-assistants accompagnent les vices-hôtes. Comme par exemple, dans la première étape de la Convoitise, se retrouve le vice Enviecomme comme hôte de cette étape et ce dernier est assisté de Tricherie, Rapine et Avarisce. L'auteur a associé certains des vices-assistants à des parents ou des amis des vices-hôtes dans son songe. Aussi, dans certaines de ces étapes, il peut n'y avoir aucune présence précisée par Raoul de Houdenc d'un vice.
Afin de mieux comprendre, voici un tableau comprenant le nom de chacun des sept étapes, des vices-hôtes et des vices-assistants de ces stations.

#### Les 7 étapes du voyage de Raoul de Houdenc dans son songe
Par ailleurs, le pèlerin n'alloue pas une même période de temps pour chacun de ces étapes. En effet, il passe presque la moitié de son temps dans la troisième étape, Vile Taverne, soit celle ayant le plus de vices-assistants. C'est aussi dans cette étape que se retrouve le moment plus dramatique, c'est-à-dire un combat avec l'un des personnages que l'auteur rencontre lors de cette station. En revanche, les trois dernières étapes se passent rapidement. En d'autres mots, « le récit s'accélère, comme si le pèlerin Raoul était « aspiré » par la bouche de l'enfer. ».
De plus, malgré la différence de temps selon lequel le pèlerin passe dans chacune des étapes et le manque d'organisation claire des différentes stations, on peut remarquer un certain ordre dans le trajet. En effet, le pèlerin semble traverser les différents lieux vicieux qui semblent être là par le plus commun des hasards dans un effet de gradation. Le personnage passe de la première étape représentant le péché capital de l'envie, dont ce dernier mène à ceux de la gourmandise, de la luxure et du meurtre. Ces derniers péchés peuvent alors entraîner la notion de désespérance et de mort chez un individu. Toutefois, ces deux dernières étapes restent les plus périlleuses. Le désespoir s'avérant être un péché capital qui rappelle alors le suicide de Judas dans l'absence de l'espérance. Puis, la toute dernière étape est celle de la mort, l'un des phénomènes de ce monde qui fait le plus peur aux chrétiens. Mort Subite soulève l'idée de mourir sans avoir le temps de se repentir et de confesser ses péchés, et sans recevoir le sacrement attendu permettant à l'âme de se rendre vers le paradis. Raoul de Houdenc propose dans son songe cet itinéraire logique de la damnation d'un être vivant pouvant s'accorder à « l'image du désordre du monde des hommes soumis aux tentations et oublieux du bel ordre divin qui doit conduire les créatures sur le chemin du Bien, vers Dieu. ».

### La notion de plaisir
Contradictoire avec l'idée que la plupart des chrétiens se font de l'enfer, le voyage du pèlerin à travers cette « voie anti-canonique »est perçue de façon plutôt agréable. En d'autres mots, l'auteur n'écrit pas ce texte dans l'optique de décrire les souffrances et les supplices dont une âme pécheresse devrait s'attendre. En fait, aucune souffrance n'est décrite lors de l'arrivée en enfer. Dans Le Songe de d'enfer, Raoul de Houdenc s'attarde davantage au caractère psychologique, et non aux caractéristiques physiques possibles, aux vices qu'il rencontre, et en peint alors un enfer à leur image, soit presque chaleureux. Le plaisir est une notion présentée au cours de son songe, alors qu'elle ne devrait qu'être réservée au paradis. En effet, il existe une certaine notion d'hospitalité et d'accueil chez les démons de chaque étape, et une absence totale d'agressivité chez ces derniers. Il existe même un plaisir que partage le pèlerin et les vices d'être en compagnie de l'un et l'autre de par leurs nombreux échanges et de leurs différentes conversations invitantes. De plus, l'auteur présente une relation ressemblant à une relation d'amour entre les vices et leurs fidèles sur terre, comme celle qui peut exister entre un croyant et son dieu. En d'autres mots, chacun des vices s'assurent que leurs fidèles agissent alors avec ses contre-valeurs qu'ils représentent et favorisent. Cette idée d'accueil et de chaleur est même reprise lors d'un banquet en enfer durant lequel le pèlerin est délicieusement invité permettant ainsi un certain rassemblement. L'auteur compare même de façon négative le monde dans lequel nous vivons dans son songe. Comme par exemple, il insinue alors un manque d'hospitalité chez les êtres humains dans le passage suivant : « En France : chascuns clot sa porte. »Raoul de Houdenc montre cette différence dans le monde des enfers durant son arrivée au palais du roi des enfers. Effectivement, même si le pèlerin arrive avec les mains vides à un repas, il est tout de même reçu comme un invité de marque lors du banquet.  

### Le sens des allégories
En effet, l'auteur utilise le genre de poésie allégorique dans son songe dans le but de pouvoir représenter l'enfer, un endroit dont plusieurs ont tenté de décrire et de s'imaginer. Tout d'abord, le chemin du pèlerin s'avère à être horizontal et non vertical, soit de haut (représentant le paradis) en bas (pouvant représenter l'enfer). En d'autres mots, les différents lieux émis lors du voyage sont associés à la géographique urbaine donnant l'idée que cet enfer présenté se retrouve davantage sur terre et non dans un monde presque imaginaire (souvent souterrain ou parallèle). De plus, les vices, représentant alors les démons, sont décrits comme des entités possédant davantage une vie et des comportements terrestres et humains. De par cette idée d'un enfer une réalité physique et réelle retenue dans un voyage en rencontrant diverses personnalités vicieuses, c'est comme si cette vision de l'enfer s'associait à un lieu plus spirituel se retrouvant dans les choix, les actions, les valeurs des vivants. L'enfer serait plutôt une métaphore de l'intériorisation de ces éléments énoncés dans la phrase précédente. En fait, de par son songe, l'auteur démontre son idée de cet enfer : un endroit imaginaire et symbolique qui se retrouve en nous de par nos péchés et nos actions allant à l'encontre des valeurs chrétiennes. Aussi, ce texte allégorique dédramatise alors la représentation de l'enfer de par sa banalisation et l'humanisation que Raoul de Houdenc en fait.